# Банан дарджилингский
Банан дарджилингский (лат. Musa sikkimensis) — вид растений рода Банан, является самым высокогорным видом бананов, естественным образом произрастает на территории Бутана и Индии, встречается в Непале, Бангладеш и Мьянме.

## Распространение
Вид произрастает в Гималаях на высотах от 200 до 2000 метров. Впервые был обнаружен в Сиккиме и в округе Дарджилинг в Западной Бенгалии, откуда получил свои научное и тривиальное названия.

## Описание
Взрослые растения обычно вырастают 4 метра в высоту. Литья крупные, длиной от 1,8 до 2,1 метра и шириной около 0,6 метра, желтовато-зелёного или сероватого цвета формируют псевдостебель диаметром у основания 35—40 сантиметров, в зрелости не покрытый восковым налётом в отличие от Musa nagensium. Молодые литья имеют красно-пурпурный рисунок, постепенно исчезающий с возрастом. Цветки однополые. Прицветники соцветий тускло-пурпурные.
Плоды с мякотью грязно-белого или бледного коричневато-розового цвета, в кистях 7—9 штук, нерегулярно угловатые.  Цветение и плодоношение происходит с октября по апрель.

## Значение и применение
Данный редкий вид введён в культуру в 1998 году и получил известность в конце XX века в качестве экзотического декоративного красиво-лиственного растения.
В первоначальных сообщениях, о культивации вида, он обозначался названием-синонимом Musa hookeri, впоследствии, при упоминании растения в публикациях, стало преобладать действительное ботаническое название Musa sikkimensis. Подобно  Musa basjoo, это растение считается одним из самых морозоустойчивых бананов, способно переносить даже кратковременный небольшой снег. 

## Таксономия
Musa sikkimensis Kurz, Journal of Agricultural and Horticultural Society of India, Nova Series Part 1, 5: 164. 1877. & N. W. Simmonds, Kew Bulletin 11 (3): 478. 1956.

### Синонимы
- Musa × sapientum f. hookeri King, Ann. Bot. (Oxford) 7: 214 (1893).
- Musa × paradisiaca var. hookeri (King) K.Schum. in H.G.A.Engler (ed.), Pflanzenr., IV, 45: 21 (1900).
- Musa hookeri (King) A.M.Cowan & Cowan, Trees N. Bengal: 135 (1929).

### Разновидности
- Musa sikkimensis var. sikkimensis — встречается от Сиккима до северной части Мьянмы.
- Musa sikkimensis var. simmondsii A.Joe & M.Sabu — происходит из Ассама.